# 李長祚
李長祚，江西南豐縣人。清朝政治人物。
康熙三十三年（1694年）進士，任湖廣衡山縣知縣。縣中雜派多于正供，李長祚到任，悉數廢止，且定為「廢甲編區法」，巡撫趙申喬深爲讚賞，令其他縣效仿。康熙四十三年（1703年）任溆浦縣知縣。
李長祚信奉天主教，教名保祿。